# Scott Stallings
Scott Stallings (1985) is een golfprofessional  uit de Verenigde Staten. Hij speelt op de Amerikaanse PGA Tour.

## Amateur
Hoewel Stallings in Massachusetts werd geboren, groeide hij op in Tennessee waar hij naar de Oak Ridge High School in Oak Ridge ging. Hij was een 'all-state' golfer en speelde vier jaar in het schoolteam. Daarna ging hij naar Tennessee Tech, waar hij tweemaal Valley Conference Player of the Year werd. Hij won zeven toernooien en was een 'All-American' in 2006.

## Professional
Stallings werd in 2007 professional. In 2008 en 2009 speelde hij op de Tarheel Tour en de NGA Hooters Tour. In 2009 slaagde hij er net niet in via de Tourschool speelrecht te krijgen voor de PGA Tour, maar daardoor mocht hij op de Nationwide Tour spelen. Daar eindigde hij op de ranglijst als nummer 53. 
In 2010 ging hij weer naar de Tourschool. Hij eindigde op de 11de plaats en mocht dus in 2011 op de PGA Tour spelen. Zijn eerste succesvolle toernooi was het Transitions Championship, waarvoor hij uitgenodigd was door de sponsor en waar hij als derde eindigde.  Daarna ging het steeds beter en won hij de Greenbrier Classic in juli. Het toernooi eindigde in een play-off tussen drie spelers. Stallings maakte een birdie op hole 1 terwijl Bob Estes en Bill Haas een par maakten. Stallings steeg 60 plaatsen op de lijst van de FedEx Cup en op de wereldranglijst steeg hij van nummer 224 naar nummer 119. Door deze overwinning mocht hij ook spelen in de WGC - Bridgestone Invitational en de PGA Championship van 2011 en de Masters en The Players Championship van 2012.

### Gewonnen
- 2011: Greenbrier Classic (-10) na play-off tegen Bill Haas en Bob Estes
- 2012: True South Classic (-24)
- 2014: Farmers Insurance Open (-9)